# Bugganipalle
Bugganipalle là một thị trấn thống kê (census town) của quận Kurnool thuộc bang Andhra Pradesh, Ấn Độ.

## Nhân khẩu
Theo điều tra dân số năm 2001 của Ấn Độ, Bugganipalle có dân số 11.470 người. Phái nam chiếm 51% tổng số dân và phái nữ chiếm 49%. Bugganipalle có tỷ lệ 58% biết đọc biết viết, thấp hơn tỷ lệ trung bình toàn quốc là 59,5%: tỷ lệ cho phái nam là 70%, và tỷ lệ cho phái nữ là 45%. Tại Bugganipalle, 12% dân số nhỏ hơn 6 tuổi.